# Agrilus sexguttatus
Agrilus sexguttatus es una especie de insecto del género Agrilus, familia Buprestidae, orden Coleoptera.
Fue descrita científicamente por Thunberg, 1789.